# 庄司昭夫
庄司 昭夫（しょうじ あきお、1943年2月4日 - 2011年3月23日）は、日本の実業家。アレフの創業者。岩手県盛岡市出身。

## 経歴
1961年に盛岡工業高等学校を卒業。
上京し、ジャズドラマーとして、活躍し、1968年に盛岡市でハンバーグ・サラダ店の「ベル」を創立し、1976年に株式会社に移行し、1987年にはアレフに改称。1980年に札幌市にびっくりドンキー1号店を開業し、やがて、全国に展開。
2011年3月23日脳梗塞のために死去。68歳没。